# Nyceryx coffaeae
Nyceryx coffaeae là một loài bướm đêm thuộc họ Sphingidae. Loài này có ở México, Belize, Guatemala và Costa Rica vào đến Nam Mỹ, nơi chúng được thấy ở Brasil, Colombia, Ecuador và Bolivia.
Sải cánh khoảng 68–69 mm. 
Cá thể trưởng thành có lẽ mọc cánh quanh năm.
Ấu trùng ăn các loài Calycophyllum candidissimum.